# Museu do Amanhã
O Museu do Amanhã é um museu construído no município do Rio de Janeiro, no Brasil. O prédio, projeto do arquiteto espanhol Santiago Calatrava, foi erguido ao lado da Praça Mauá, na zona portuária (mais precisamente no Píer Mauá). Sua construção teve o apoio da Fundação Roberto Marinho e teve o custo total de cerca de 230 milhões de reais. O edifício foi inaugurado em 17 de dezembro de 2015 com a presença da então presidente do Brasil Dilma Rousseff e recebeu cerca de 25 mil visitantes em seu primeiro fim de semana de funcionamento.
O antigo píer desativado passou a abrigar uma construção pós-moderna, orgânica e sustentável que, atualmente, é um ícone da identidade local e cultural da cidade do Rio de Janeiro. A proposta da instituição é ser um museu de artes e ciências, além de contar com mostras que alertam sobre os perigos das mudanças climáticas, da degradação ambiental e do colapso social. O edifício conta com espinhas solares que se movem ao longo da claraboia, projetadas para adaptar-se às mudanças das condições ambientais. A exposição principal é majoritariamente digital e foca em ideias ao invés de objetos. O museu tem parcerias com importantes universidades brasileiras e instituições científicas globais e coleta de dados em tempo real sobre o clima e a população de agências espaciais e das Nações Unidas. A instituição também tem consultores de várias áreas, como astronautas, cientistas sociais e climatologistas.
Como uma das âncoras do projeto de revitalização urbana chamado Porto Maravilha, o museu recebeu, em 2015, como doação antes de sua inauguração, a escultura Puffed Star II, do renomado artista norte-americano Frank Stella. O trabalho consiste de uma estrela de vinte pontas e seis metros de diâmetro que foi instalado no espelho d'água do museu, em frente à Baía de Guanabara. A escultura metálica, antes da doação para acervo permanente a céu aberto do museu, esteve em exposição na cidade de Nova York.
Um dos objetivos da construção do museu foi fortalecer a identidade cultural e internacional da cidade do Rio de Janeiro. A cidade do Cristo Redentor sempre foi muito conhecida pelas suas praias e eventos, como o carnaval, mas havia a necessidade do fortalecimento da paradiplomacia cultural. Outras cidades, como Londres e Paris, também são muito conhecidas por seus acervos culturais. O Museu foi apresentado como um ícone da reurbanização da zona portuária.

## Conceito
O Museu do Amanhã foi erguido no Píer Mauá, em meio a uma grande área verde. São cerca de 30 mil metros quadrados, com jardins, espelhos d'água, ciclovia e área de lazer. O prédio tem 15 mil metros quadrados e arquitetura sustentável, baseada nos elementos da natureza. O projeto arquitetônico, concebido por Calatrava, utiliza recursos naturais do local - como, por exemplo, a água da Baía de Guanabara, utilizada na climatização do interior do museu e reutilizada no espelho d'água. Calatrava disse que se inspirou nas bromélias do Jardim Botânico do Rio de Janeiro ao projetar o edifício.
O local reúne ciência, tecnologia e conhecimento dentro de sustentabilidade.
O projeto do Museu do Amanhã foi totalmente inspirado pela paisagem da zona portuária e da Baía de Guanabara. Como parte integrante do Projeto Porto Maravilha, foi feita a demolição do Elevado da Perimetral no intuito de revitalizar a região portuária do Rio. No telhado da construção, grandes estruturas de aço, que se movimentam como asas, servem de base para placas de captação de energia solar. Com isso, o Museu do Amanhã busca a certificação Leed (Liderança em Energia e Projeto Ambiental), concedida pelo Green Building Council (USGBC).
A pretensão do Museu do Amanhã é inaugurar uma nova geração de museus de ciências no mundo, sendo considerado "de terceira geração", com uma concepção que o posiciona como o primeiro museu global de "terceira geração". A "primeira geração" de museus é voltada para os vestígios do passado, como os museus de história natural. A "segunda geração" busca difundir as evidências do presente, como os museus de ciência e tecnologia. A "terceira geração" destina-se a expor as mudanças, perguntas e a exploração de possibilidades futuras para a humanidade. É neste último conceito que se encaixa o museu carioca. A intenção do museu é conscientizar o visitante da sua parcela de contribuição para a construção do futuro. Trata-se de uma experiência sensorial, feita por meio de tecnologias interativas.

## Exposição principal
A exposição principal do Museu do Amanhã funciona no segundo andar do prédio, e foi idealizada pelo doutor em cosmologia Luiz Alberto Oliveira junto a uma equipe de consultores que trabalharam na concepção do acervo. A seção convida o visitante a passar por uma experiência de cinco grandes narrativas que percorrem os pavilhões: Cosmos, Terra, Antropoceno, Amanhãs e Nós. Elas trazem a experiência da vida na terra com ângulos e recortes temporais distintos. Juntos, os materiais da exposição principal reúnem mais de 40 experiências diferentes realizadas em três línguas: português, espanhol e inglês, e ganha novas peças a cada ano.
Desde a inauguração do Museu até julho de 2017, o acervo fixo recebeu 234 atualizações, como o acréscimo de fotos, ilustrações, informações e vídeos.

### Cosmos
O primeiro módulo de visitação da exposição principal é o Cosmos. Nesse pavilhão, um grupo de visitantes é formado para entrar em um domo revestido com painéis de reprodução de vídeo, onde eles assistem a uma obra audiovisual de cerca de 8 minutos, em 360 graus, realizada pela produtora brasileira O2 Filmes. O filme traça uma narrativa sobre a formação do universo e da vida na terra com sobreposições de animações digitais e imagens captadas em câmera que causam grande impacto sensorial ao público. O vídeo é transmitido conjuntamente a um texto narrado em português, sem legenda, para que não seja desviada a atenção do visitante.

### Terra

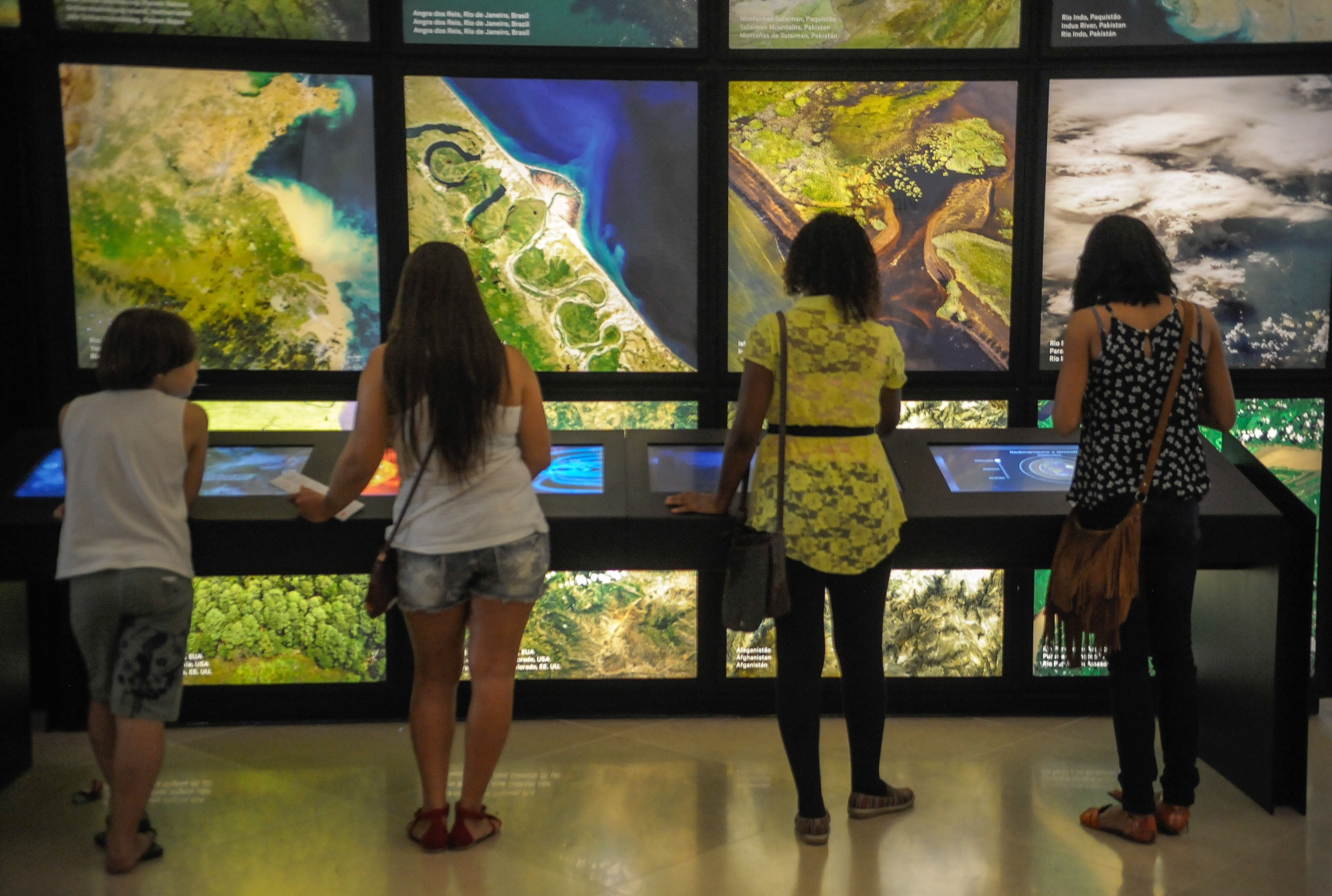
Visitantes acompanhando a seção "Terra" da exposição principal do Museu do Amanhã.

O objetivo dessa segunda etapa da exposição principal é fazer o visitante questionar sobre a pergunta "Quem somos?". Para essa seção, foram construídos três grandes cubos de sete metros de altura. Um deles fala sobre a vida como matéria. Do lado de fora, é apresentado, por um painel luminoso, o planeta Terra inteiro. Do lado de dentro, se expõe as movimentações que fazem o globo funcionar, como o fluxo dos ventos, dos oceanos e das placas tectônicas.
O segundo cubo, designado para representar a vida, mostra, na parede de fora, uma esquematização do DNA dos seres vivos. Na parte de dentro, a segunda construção expõe imagens de diversos organismos que compõem um ecossistema, como animais e plantas.
O terceiro e último cubo representa o pensamento e apresenta, na parte interna, imagens e ilustrações que retratam de diversos momentos, ações e sentimentos da vida humana no planeta.

### Antropoceno

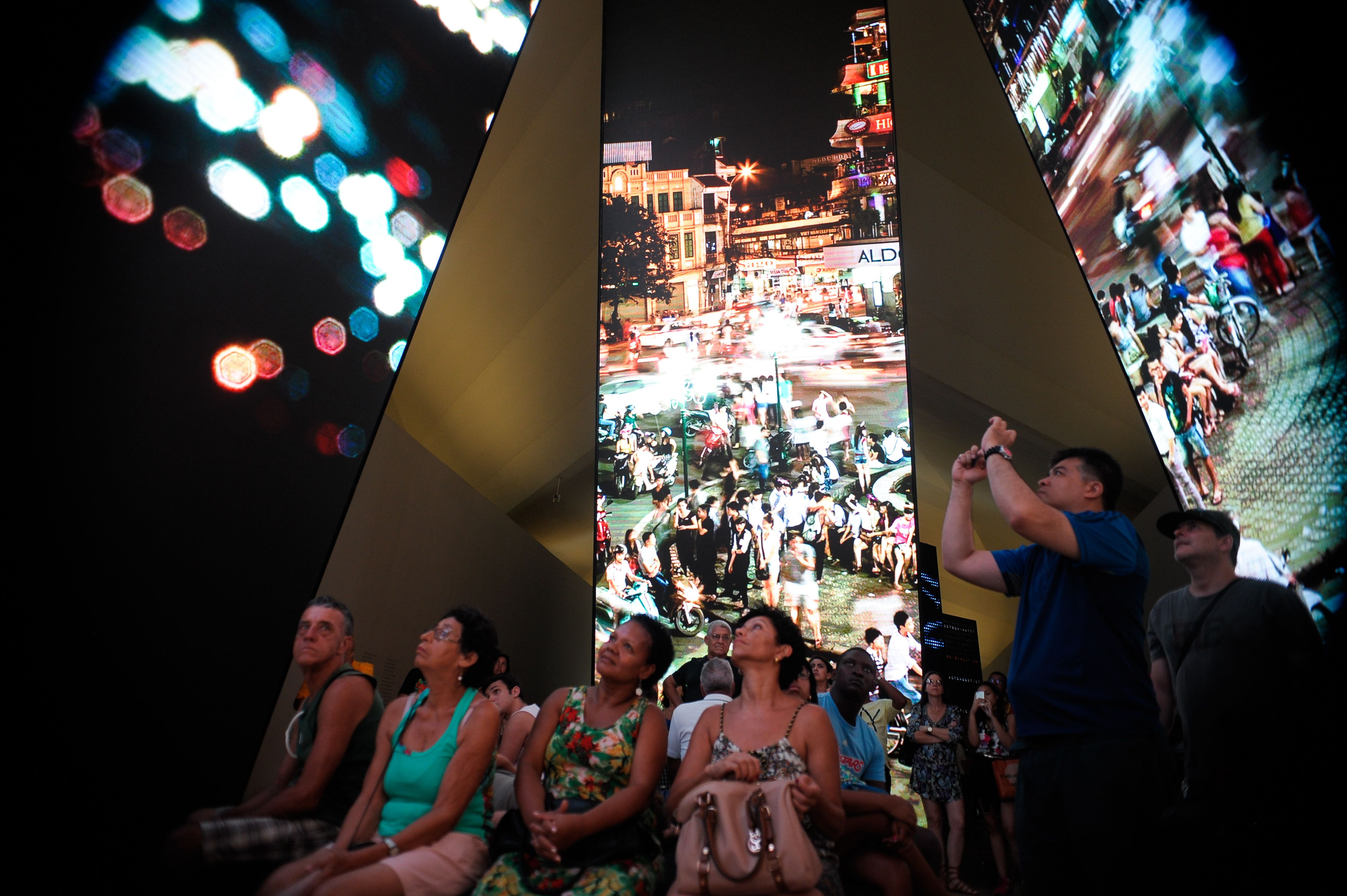
Visitantes no centro dos painéis da seção "Antropoceno" da exposição principal do Museu do Amanhã.

O terceiro recorte da exposição principal do Museu do Amanhã trata de como a ação do homem mudou a geologia do planeta Terra, traçando um panorama atual e trazendo dados sobre os impactos ambientais e sociais desse choque entre humanos e o planeta.
O nome "antropoceno" foi retirado de um termo inventado por Paul Crutzen, vencedor do Prêmio Nobel de Química de 1995. O prefixo grego antropo está relacionado com o ser humano; e o sufixo ceno relembra as eras geológicas.
Para expor os números e fatos, o Museu do Amanhã levantou seis totens luminosos, de 10 metros de altura, que foram dispostos em círculos. Acomodados em assentos estofados, os visitantes assistem a vídeos transmitidos nesses painéis, com o objetivo de questionarem a ação humana no planeta Terra.

### Amanhãs
A quarta parte da visita à exposição principal do museu fala sobre o mundo e a vida na Terra no futuro, tentando responder à pergunta: "Para onde Vamos?". Construído em formato de origâmi, o pavilhão conta com mais treze telas que revelam informações e ao mesmo tempo fazem uma estimativa de como será o planeta e a vida no futuro, apresentando conceitos como o da hiperconectividade e resgatando a importância da sustentabilidade.
O visitante é convidado a interagir com jogos, sendo que um deles - denominado "O jogo das Civilizações" - tem, como ideia, fazer com que os participantes gerenciem os recursos do planeta pelos próximos 50 anos, a fim de garantir a preservação da humanidade.
Outro game apresentado nesta seção do acervo é o "Humano", jogo desenvolvido pelo jornalista e produtor de conteúdo Marcelo Tas, e que tem, como objetivo, determinar que em que tipo de ser humano do planeta o visitante do museu se encaixa. Para isso, são feitas sete perguntas sobre a personalidade dos jogadores. O design do game foi aprovado pela Fundação Roberto Marinho, uma das apoiadoras do Museu do Amanhã.

### Nós

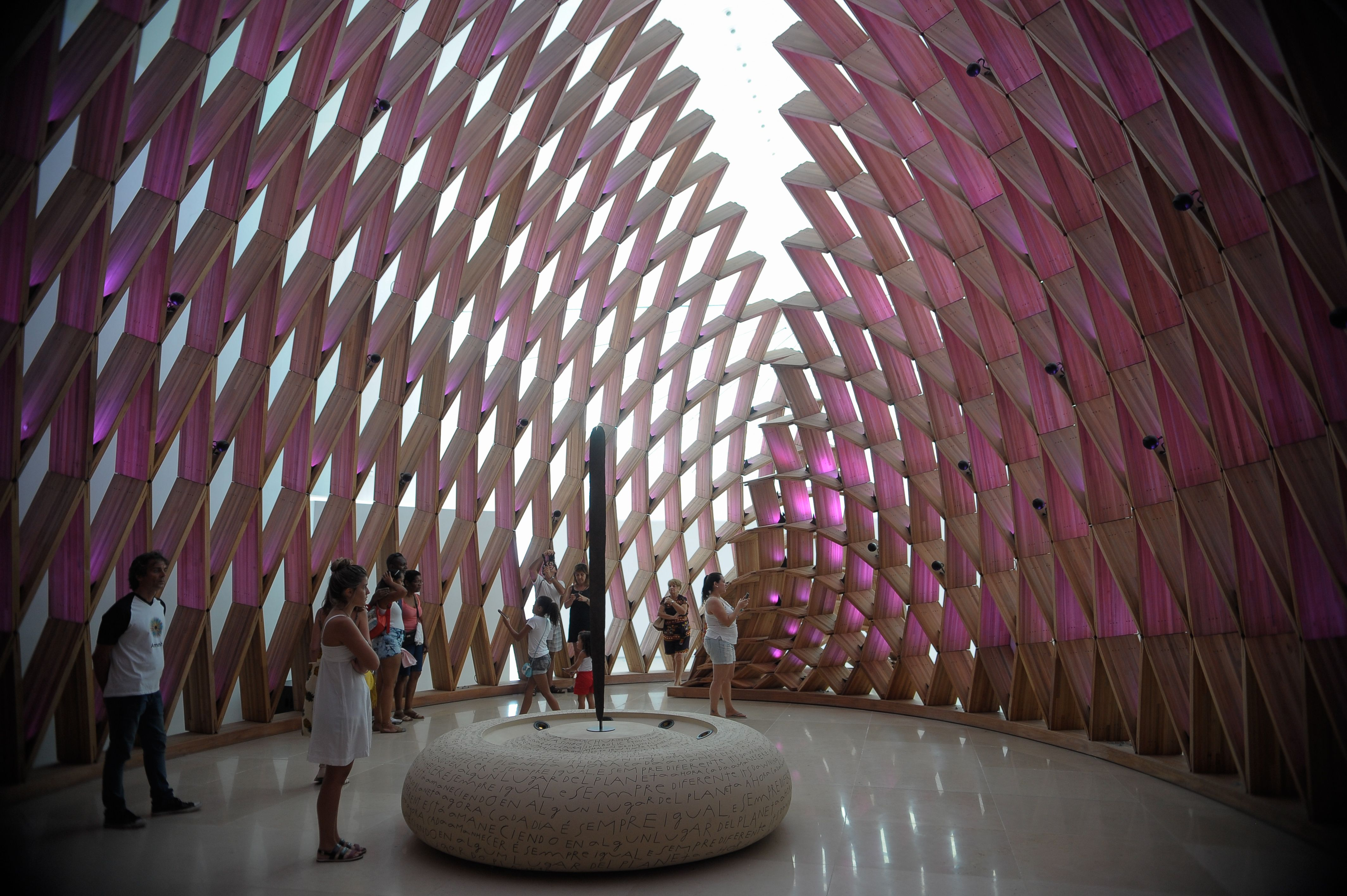
Visitantes no centro da oca no pavilhão "Nós". No meio da imagem, pode-se localizar a churinga de madeira.

A parte final do percurso da exposição principal é o pavilhão "Nós", onde o visitante entra numa espécie de oca, ou casa dos povos indígenas do Brasil, que é ambientada com uma iluminação que simula o nascimento e o pôr do sol. O objetivo desse recorte da exposição é fazer com que o visitante reflita sobre si mesmo, e sobre como suas ações têm impactos para a sociedade e para o planeta.
Ao centro da oca, encontra-se a única peça museográfica da exposição principal do Museu do Amanhã: uma churinga feita de madeira, achada em um antiquário em Paris. O objeto é uma ferramenta cheia de significado para as tribos aborígenes da Austrália. As inscrições feitas na peça de 2 metros de altura remetem uma ligação entre o passado, o presente e o futuro, e são desenhos que se correlacionam com a proposta da exposição principal do Museu do Amanhã.